# Micromonacha lanceolata
Micromonacha lanceolata là một loài chim trong họ Bucconidae.
Đây là loài duy nhất trong chi.
Loài chim này được tìm thấy ở Bolivia, Brazil, Colombia, Costa Rica, Ecuador, Panama và Peru. Trong lưu vực tây Amazon, loài này phân bố trong khoảng từ sông Purus ở phía tây nam bang Basin, Amazonas đến sông Japura của miền nam Colombia ở phía tây bắc.
Môi trường sống tự nhiên của chúng là rừng ẩm vùng đất thấp nhiệt đới và cận nhiệt đới và rừng núi ẩm nhiệt đới và cận nhiệt đới.